# Actaea jacquelinae
Actaea jacquelinae is een krabbensoort uit de familie van de Xanthidae. De wetenschappelijke naam van de soort is voor het eerst geldig gepubliceerd in 1976 door Guinot.